# Multiplexor

Obecná značka multiplexoru

Multiplexor (anglicky multiplexer) je elektronický člen, fungující na principu přepínače, kdy je podle řídících signálů (a) přiváděn na výstup (y) jeden ze vstupních signálů (x).

## Popis
Multiplexor má n adresových vstupů a0 … an-1 jejichž kombinací je možno zvolit jeden z k signálových vstupů x0 … xk-1, který je potom připojen na výstup y. Volitelně je možno použít strobovací vstup s pro vzorkování signálu. Počet adresovatelných vstupů x odpovídá hodnotě 2n adresových vstupů. Chování multiplexoru je možno vyjádřit pravdivostní tabulkou.

## Příklady
| schema                                  | adresa | vstupy | vstupy | výstup |
| schema                                  | sel    | I0     | I1     | out    |
| --------------------------------------- | ------ | ------ | ------ | ------ |
|                                         |        |        |        |        |
| 0                                       | 0      | X      | 0      |        |
| 0                                       | 1      | X      | 1      |        |
| 1                                       | X      | 0      | 0      |        |
| 1                                       | X      | 1      | 1      |        |
| X = libovolný stav (neovlivňuje výstup) |        |        |        |        |

| schema                                                    | adresa | adresa | vstupy | vstupy | vstupy | vstupy | výstup |
| schema                                                    | s0     | s1     | e0     | e1     | e2     | e3     | a      |
| --------------------------------------------------------- | ------ | ------ | ------ | ------ | ------ | ------ | ------ |
|                                                           |        |        |        |        |        |        |        |
| 0                                                         | 0      | 0      | X      | X      | X      | 0      |        |
| 0                                                         | 0      | 1      | X      | X      | X      | 1      |        |
| 0                                                         | 1      | X      | 0      | X      | X      | 0      |        |
| 0                                                         | 1      | X      | 1      | X      | X      | 1      |        |
| 1                                                         | 0      | X      | X      | 0      | X      | 0      |        |
| 1                                                         | 0      | X      | X      | 1      | X      | 1      |        |
| 1                                                         | 1      | X      | X      | X      | 0      | 0      |        |
| 1                                                         | 1      | X      | X      | X      | 1      | 1      |        |
| Multiplexor realizovaný pomocí logických hradel AND a OR. |        |        |        |        |        |        |        |
| X = libovolný stav (neovlivňuje výstup)                   |        |        |        |        |        |        |        |